# Komunitní rada Manhattanu 4

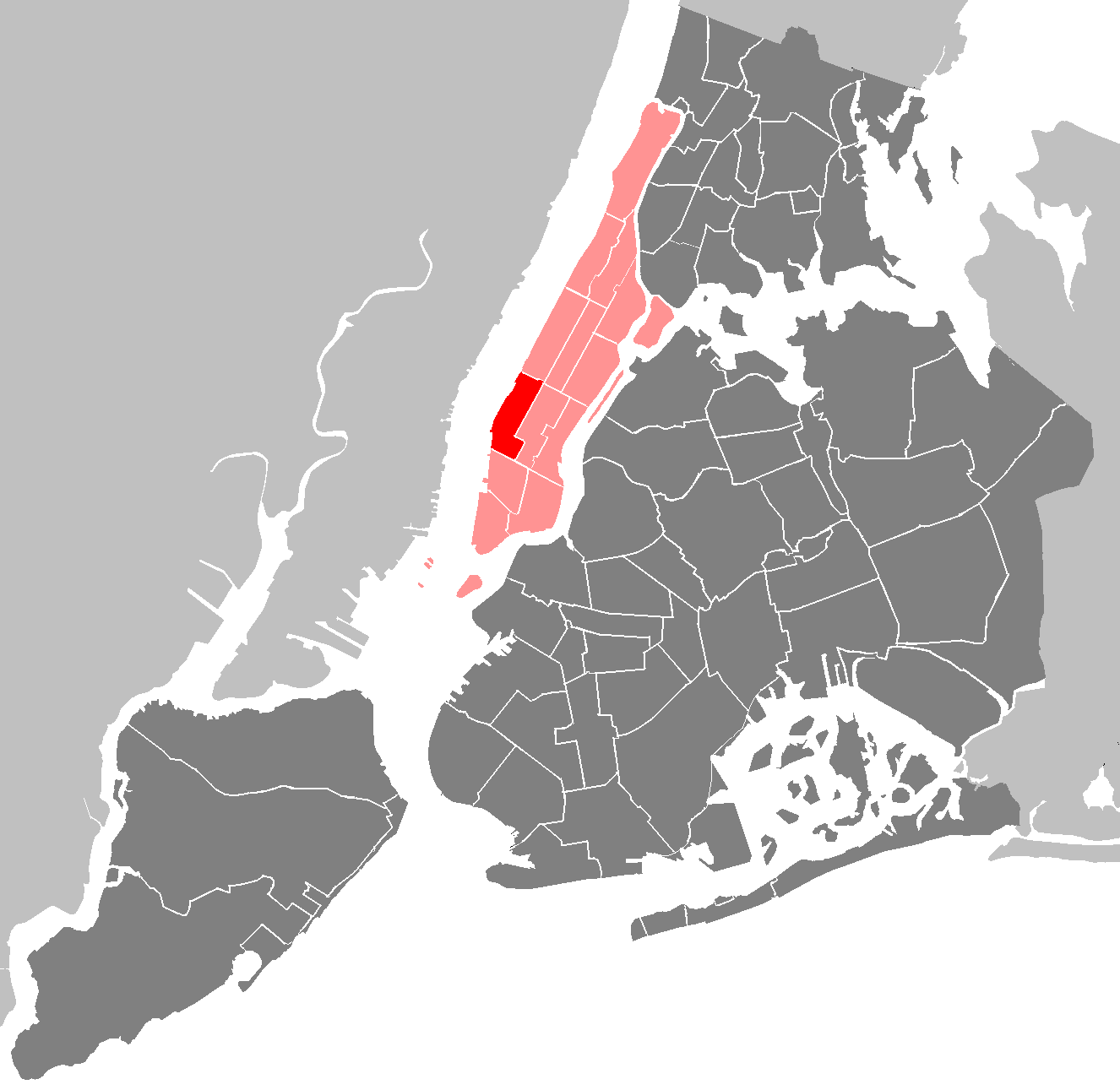
Poloha na Manhattanu

Komunitní rada Manhattanu 4 (Manhattan Community Board 4) je jednou z komunitních rad na newyorském Manhattanu. 
Zahrnuje části Hell’s Kitchen a Chelsea. Je ohraničená ulicemi Avenue of the Americas, 26. ulicí a 8. Avenue na východě, 14. ulicí na jihu, řekou Hudson River na západě a 59. ulicí na severu.